# AFC Champions League 2022/23
Die AFC Champions League 2022/23 war die 20. Spielzeit des wichtigsten asiatischen Wettbewerbs für Vereinsmannschaften im Fußball unter dieser Bezeichnung und die 41. insgesamt. Am Wettbewerb nahmen in dieser Saison 46 Klubs aus 21 Landesverbänden der AFC teil. Die Saison begann mit der ersten Qualifikationsrunde am 8. März 2022 und endete mit den Finalspielen am 29. April und 6. Mai 2023.
Der japanische Verein Urawa Red Diamonds gewann den Wettbewerb zum dritten Mal nach 2007 und 2017 durch einen 2:1-Gesamtsieg in den Finalspielen gegen Titelverteidiger al-Hilal aus Saudi-Arabien und qualifizierte sich damit als Repräsentant der AFC für die FIFA-Klub-Weltmeisterschaft 2023 in Saudi-Arabien.
Torschützenkönig wurde der Belgier Edmílson Junior vom al-Duhail SC mit acht Toren. Zum besten Spieler des Wettbewerbs wurde der Japaner Hiroki Sakai ernannt.

## Qualifikation
Die Spielpaarungen in den drei Qualifikationsrunden wurden nach der in die West- und Ostregion aufgeteilten AFC-Vierjahreswertung 2019 und der Zugangsliste gesetzt, wobei Begegnungen zwischen Mannschaften desselben Landesverbandes ausgeschlossen waren. Die Qualifikationsrunden wurden in jeweils einem Spiel entschieden, wobei der Verein aus dem höhergesetzten Verband jeweils Heimrecht hatte. Bei einem Gleichstand wurde zunächst eine Verlängerung gespielt und dann gegebenenfalls ein Elfmeterschießen angewendet.
Die sieben Sieger der Play-off-Runde erreichten die Gruppenphase. Die unterlegenen Mannschaften aus den Verbänden, die in der Vierjahreswertung höchstens Platz 6 in ihrer Region belegten, spielten in der Gruppenphase des AFC Cups weiter. Dazu gehörten die Vereine von den Philippinen und Usbekistan. Der Verein aus Syrien nahm nicht am AFC Cup teil, da er für diesen keine Lizenz erhielt.

### Erste Qualifikationsrunde
Das Spiel fanden am 8. März 2022 statt.
|                   | Ergebnis |                | Region |
| ----------------- | -------- | -------------- | ------ |
| Sydney FC         | 5:0      | Kaya FC-Iloilo | Ost    |
| Melbourne Victory | 1 w/o 1  | Shan United    | Ost    |

### Play-off-Runde
Die Spiele fanden am 15. März 2022 statt.
|                 | Ergebnis              |                   | Region |
| --------------- | --------------------- | ----------------- | ------ |
| al-Taawoun      | 1:1 n. V. (5:4 i. E.) | al-Dschaisch      | West   |
| Baniyas SC      | 0:2                   | Nasaf Karschi     | West   |
| Sharjah FC      | 1:1 n. V. (6:5 i. E.) | al-Zawraa SC      | West   |
| Changchun Yatai | 1 w/o 1               | Sydney FC         | Ost    |
| Vissel Kōbe     | 4:3 n. V.             | Melbourne Victory | Ost    |
| Ulsan Hyundai   | 3:0                   | Port FC           | Ost    |
| Daegu FC        | 1:1 n. V. (3:2 i. E.) | Buriram United    | Ost    |

Anmerkungen

## Gruppenphase
An der Gruppenphase nahmen 39 Vereine teil. 32 Mannschaften waren direkt qualifiziert, dazu kamen noch 7 (drei aus der West- und vier aus der Ostregion), die sich über die Play-off-Runde qualifizierten. Die Gruppenauslosung fand am 17. Januar 2022 in der malaysischen Hauptstadt Kuala Lumpur statt. Die Mannschaften wurden in zehn Gruppen mit je vier Teilnehmern gelost. Die Teams der Westregion bildeten die Gruppen A bis E, die der Ostregion die Gruppen F bis J. Mannschaften desselben Landesverbandes konnten nicht in dieselbe Gruppe gelost werden. Aufgrund der weiter andauernden Corona-Pandemie fanden alle Gruppenspiele an einem zentralen Ort statt. So spielten die Gruppen A bis Gruppe E in Saudi-Arabien, die Gruppen F, G und J in Thailand, die Gruppe H in Vietnam und die Gruppe I in Malaysia.
Die Gruppensieger und die jeweils drei besten Gruppenzweiten aus jeder Region qualifizierten sich für das Achtelfinale, die restlichen Zweit, Dritt- und Viertplatzierten schieden aus dem Wettbewerb aus. Bei Punktgleichheit zweier oder mehrerer Mannschaften wurde die Platzierung durch folgende Kriterien ermittelt:
1. Anzahl Punkte im direkten Vergleich
2. Tordifferenz im direkten Vergleich
3. Anzahl Tore im direkten Vergleich
4. Wenn nach der Anwendung der Kriterien 1 bis 4 immer noch mehrere Mannschaften denselben Tabellenplatz belegen, werden die Kriterien 1 bis 4 erneut angewendet, jedoch ausschließlich auf die Direktbegegnungen der betreffenden Mannschaften. Sollte auch dies zu keiner definitiven Platzierung führen, werden die Kriterien 6 bis 10 angewendet.
5. Tordifferenz aus allen Gruppenspielen
6. Anzahl Tore in allen Gruppenspielen
7. Wenn es nur um zwei Mannschaften geht und diese beiden auf dem Platz stehen, kommt es zwischen diesen zu einem Elfmeterschießen.
8. Niedrigere Anzahl Punkte durch Gelbe und Rote Karten (Gelbe Karte 1 Punkt, Gelb-Rote und Rote Karte 3 Punkte, Gelbe Karte auf die eine direkte Rote Karte folgt 4 Punkte)
9. Höherer Rang des Fußballverbandes in der AFC-Vierjahreswertung

### Gruppe A
| Pl. | Verein       | Sp. | S | U | N | Tore    | Diff. | Punkte |
| --- | ------------ | --- | - | - | - | ------- | ----- | ------ |
| 1.  | al-Hilal     | 6   | 4 | 1 | 1 | 011:500 | +6    | 13     |
| 2.  | al-Rayyan SC | 6   | 4 | 1 | 1 | 010:700 | +3    | 13     |
| 3.  | Sharjah FC   | 6   | 1 | 2 | 3 | 007:110 | −4    | 05     |
| 4.  | FC Istiklol  | 6   | 1 | 0 | 5 | 005:100 | −5    | 03     |

| 8. April 2022  |     |                                                          |
| FC Istiklol    | 2:3 | al-Rayyan SC \| König-Fahd-Stadion (in Riad)             |
| al-Hilal       | 2:1 | Sharjah FC \| Prince Faisal bin Fahd Stadium (in Riad)   |
| 11. April 2022 |     |                                                          |
| al-Rayyan SC   | 0:3 | al-Hilal \| Prince Faisal bin Fahd Stadium (in Riad)     |
| Sharjah FC     | 2:1 | FC Istiklol \| König-Fahd-Stadion (in Riad)              |
| 15. April 2022 |     |                                                          |
| Sharjah FC     | 1:1 | al-Rayyan SC \| König-Fahd-Stadion (in Riad)             |
| al-Hilal       | 1:0 | FC Istiklol \| Prince Faisal bin Fahd Stadium (in Riad)  |
| 19. April 2022 |     |                                                          |
| al-Rayyan SC   | 3:1 | Sharjah FC \| König-Fahd-Stadion (in Riad)               |
| FC Istiklol    | 0:3 | al-Hilal \| Prince Faisal bin Fahd Stadium (in Riad)     |
| 23. April 2022 |     |                                                          |
| al-Rayyan SC   | 1:0 | FC Istiklol \| König-Fahd-Stadion (in Riad)              |
| Sharjah FC     | 2:2 | al-Hilal \| Prince Faisal bin Fahd Stadium (in Riad)     |
| 27. April 2022 |     |                                                          |
| al-Hilal       | 0:2 | al-Rayyan SC \| Prince Faisal bin Fahd Stadium (in Riad) |
| FC Istiklol    | 2:0 | Sharjah FC \| König-Fahd-Stadion (in Riad)               |

### Gruppe B
| Pl. | Verein               | Sp. | S | U | N | Tore    | Diff. | Punkte |
| --- | -------------------- | --- | - | - | - | ------- | ----- | ------ |
| 1.  | al-Shabab            | 6   | 5 | 1 | 0 | 018:100 | +17   | 16     |
| 2.  | Mumbai City FC       | 6   | 2 | 1 | 3 | 003:110 | −8    | 07     |
| 3.  | al-Quwa al-Dschawiya | 6   | 2 | 1 | 3 | 007:100 | −3    | 07     |
| 4.  | al-Jazira Club       | 6   | 1 | 1 | 4 | 004:100 | −6    | 04     |

| 8. April 2022        |     |                                                                  |
| Mumbai City FC       | 0:3 | al-Shabab \| Prince Faisal bin Fahd Stadium (in Riad)            |
| al-Jazira Club       | 1:2 | al-Quwa al-Dschawiya \| König-Fahd-Stadion (in Riad)             |
| 11. April 2022       |     |                                                                  |
| al-Quwa al-Dschawiya | 1:2 | Mumbai City FC \| König-Fahd-Stadion (in Riad)                   |
| al-Shabab            | 3:0 | al-Jazira Club \| Prince Faisal bin Fahd Stadium (in Riad)       |
| 14. April 2022       |     |                                                                  |
| al-Jazira Club       | 1:0 | Mumbai City FC \| König-Fahd-Stadion (in Riad)                   |
| al-Quwa al-Dschawiya | 1:1 | al-Shabab \| Prince Faisal bin Fahd Stadium (in Riad)            |
| 18. April 2022       |     |                                                                  |
| Mumbai City FC       | 0:0 | al-Jazira Club \| König-Fahd-Stadion (in Riad)                   |
| al-Shabab            | 3:0 | al-Quwa al-Dschawiya \| Prince Faisal bin Fahd Stadium (in Riad) |
| 22. April 2022       |     |                                                                  |
| al-Quwa al-Dschawiya | 3:2 | al-Jazira Club \| König-Fahd-Stadion (in Riad)                   |
| al-Shabab            | 6:0 | Mumbai City FC \| Prince Faisal bin Fahd Stadium (in Riad)       |
| 26. April 2022       |     |                                                                  |
| al-Jazira Club       | 0:2 | al-Shabab \| Prince Faisal bin Fahd Stadium (in Riad)            |
| Mumbai City FC       | 1:0 | al-Quwa al-Dschawiya \| König-Fahd-Stadion (in Riad)             |

### Gruppe C
| Pl. | Verein                    | Sp. | S | U | N | Tore    | Diff. | Punkte |
| --- | ------------------------- | --- | - | - | - | ------- | ----- | ------ |
| 1.  | Foolad FC                 | 6   | 3 | 3 | 0 | 005:200 | +3    | 12     |
| 2.  | Shabab al-Ahli Dubai Club | 6   | 2 | 4 | 0 | 014:700 | +7    | 10     |
| 3.  | al-Gharafa SC             | 6   | 1 | 2 | 3 | 007:140 | −7    | 05     |
| 4.  | Ahal FK                   | 6   | 1 | 1 | 4 | 006:900 | −3    | 04     |

| 7. April 2022             |     |                                                                              |
| Foolad FC                 | 0:0 | al-Gharafa SC \| Prince Abdullah Al-Faisal Stadium (in Dschidda)             |
| Ahal FK                   | 1:1 | Shabab al-Ahli Dubai Club \| King Abdullah Sports City Stadium (in Dschidda) |
| 10. April 2022            |     |                                                                              |
| Shabab al-Ahli Dubai Club | 1:1 | Foolad FC \| King Abdullah Sports City Stadium (in Dschidda)                 |
| al-Gharafa SC             | 2:0 | Ahal FK \| Prince Abdullah Al-Faisal Stadium (in Dschidda)                   |
| 14. April 2022            |     |                                                                              |
| Foolad FC                 | 1:0 | Ahal FK \| King Abdullah Sports City Stadium (in Dschidda)                   |
| al-Gharafa SC             | 1:1 | Shabab al-Ahli Dubai Club \| Prince Abdullah Al-Faisal Stadium (in Dschidda) |
| 18. April 2022            |     |                                                                              |
| Ahal FK                   | 0:1 | Foolad FC \| King Abdullah Sports City Stadium (in Dschidda)                 |
| Shabab al-Ahli Dubai Club | 8:2 | al-Gharafa SC \| Prince Abdullah Al-Faisal Stadium (in Dschidda)             |
| 22. April 2022            |     |                                                                              |
| Shabab al-Ahli Dubai Club | 2:1 | Ahal FK \| King Abdullah Sports City Stadium (in Dschidda)                   |
| al-Gharafa SC             | 0:1 | Foolad FC \| Prince Abdullah Al-Faisal Stadium (in Dschidda)                 |
| 26. April 2022            |     |                                                                              |
| Foolad FC                 | 1:1 | Shabab al-Ahli Dubai Club \| Prince Abdullah Al-Faisal Stadium (in Dschidda) |
| Ahal FK                   | 4:2 | al-Gharafa SC \| King Abdullah Sports City Stadium (in Dschidda)             |

### Gruppe D
| Pl. | Verein             | Sp. | S | U | N | Tore    | Diff. | Punkte |
| --- | ------------------ | --- | - | - | - | ------- | ----- | ------ |
| 1.  | al-Duhail SC       | 6   | 5 | 0 | 1 | 017:900 | +8    | 15     |
| 2.  | al-Taawoun         | 6   | 2 | 1 | 3 | 013:120 | +1    | 07     |
| 3.  | Sepahan FC         | 6   | 2 | 1 | 3 | 008:120 | −4    | 07     |
| 4.  | Paxtakor Taschkent | 6   | 2 | 0 | 4 | 010:150 | −5    | 06     |

| 7. April 2022      |     |                                                                     |
| Paxtakor Taschkent | 1:3 | Sepahan FC \| King Abdullah Sport City Stadium (in Buraida)         |
| al-Duhail SC       | 1:2 | al-Taawoun \| King Abdullah Sport City Stadium (in Buraida)         |
| 10. April 2022     |     |                                                                     |
| Sepahan FC         | 0:1 | al-Duhail SC \| King Abdullah Sport City Stadium (in Buraida)       |
| al-Taawoun         | 0:1 | Paxtakor Taschkent \| King Abdullah Sport City Stadium (in Buraida) |
| 14. April 2022     |     |                                                                     |
| al-Duhail SC       | 3:2 | Paxtakor Taschkent \| King Abdullah Sport City Stadium (in Buraida) |
| al-Taawoun         | 3:0 | Sepahan FC \| King Abdullah Sport City Stadium (in Buraida)         |
| 18. April 2022     |     |                                                                     |
| Paxtakor Taschkent | 0:3 | al-Duhail SC \| King Abdullah Sport City Stadium (in Buraida)       |
| Sepahan FC         | 1:1 | al-Taawoun \| King Abdullah Sport City Stadium (in Buraida)         |
| 22. April 2022     |     |                                                                     |
| Sepahan FC         | 2:1 | Paxtakor Taschkent \| King Abdullah Sport City Stadium (in Buraida) |
| al-Taawoun         | 3:4 | al-Duhail SC \| King Abdullah Sport City Stadium (in Buraida)       |
| 26. April 2022     |     |                                                                     |
| al-Duhail SC       | 5:2 | Sepahan FC \| King Abdullah Sport City Stadium (in Buraida)         |
| Paxtakor Taschkent | 5:4 | al-Taawoun \| King Abdullah Sport City Stadium (in Buraida)         |

### Gruppe E
| Pl. | Verein        | Sp. | S | U | N | Tore    | Diff. | Punkte |
| --- | ------------- | --- | - | - | - | ------- | ----- | ------ |
| 1.  | al-Faisaly FC | 6   | 2 | 3 | 1 | 005:400 | +1    | 09     |
| 2.  | Nasaf Karschi | 6   | 2 | 3 | 1 | 008:500 | +3    | 09     |
| 3.  | al-Sadd SC    | 6   | 2 | 1 | 3 | 010:110 | −1    | 07     |
| 4.  | al-Wihdat     | 6   | 1 | 3 | 2 | 009:120 | −3    | 06     |

| 8. April 2022  |     |                                                             |
| al-Sadd SC     | 1:1 | Nasaf Karschi \| Prinz-Mohamed-bin-Fahd-Stadion (in Dammam) |
| al-Wihdat      | 1:1 | al-Faisaly FC \| Prinz-Mohamed-bin-Fahd-Stadion (in Dammam) |
| 11. April 2022 |     |                                                             |
| Nasaf Karschi  | 2:0 | al-Wihdat \| Prinz-Mohamed-bin-Fahd-Stadion (in Dammam)     |
| al-Faisaly FC  | 2:1 | al-Sadd SC \| Prinz-Mohamed-bin-Fahd-Stadion (in Dammam)    |
| 15. April 2022 |     |                                                             |
| al-Sadd SC     | 5:2 | al-Wihdat \| Prinz-Mohamed-bin-Fahd-Stadion (in Dammam)     |
| Nasaf Karschi  | 0:1 | al-Faisaly FC \| Prinz-Mohamed-bin-Fahd-Stadion (in Dammam) |
| 19. April 2022 |     |                                                             |
| al-Wihdat      | 3:1 | al-Sadd SC \| Prinz-Mohamed-bin-Fahd-Stadion (in Dammam)    |
| al-Faisaly FC  | 0:0 | Nasaf Karschi \| Prinz-Mohamed-bin-Fahd-Stadion (in Dammam) |
| 23. April 2022 |     |                                                             |
| Nasaf Karschi  | 3:1 | al-Sadd SC \| Prinz-Mohamed-bin-Fahd-Stadion (in Dammam)    |
| al-Faisaly FC  | 1:1 | al-Wihdat \| Prinz-Mohamed-bin-Fahd-Stadion (in Dammam)     |
| 27. April 2022 |     |                                                             |
| al-Wihdat      | 2:2 | Nasaf Karschi \| Prinz-Mohamed-bin-Fahd-Stadion (in Dammam) |
| al-Sadd SC     | 1:0 | al-Faisaly FC \| Prinz-Mohamed-bin-Fahd-Stadion (in Dammam) |

### Gruppe F
| Pl. | Verein             | Sp. | S | U | N | Tore    | Diff. | Punkte |
| --- | ------------------ | --- | - | - | - | ------- | ----- | ------ |
| 1.  | Daegu FC           | 6   | 4 | 1 | 1 | 014:400 | +10   | 13     |
| 2.  | Urawa Red Diamonds | 6   | 4 | 1 | 1 | 020:200 | +18   | 13     |
| 3.  | Lion City Sailors  | 6   | 2 | 1 | 3 | 008:140 | −6    | 07     |
| 4.  | Shandong Taishan   | 6   | 0 | 1 | 5 | 002:240 | −22   | 01     |

| 15. April 2022     |     |                                                          |
| Shandong Taishan   | 0:7 | Daegu FC \| Khao Kradong Stadium (in Buri Ram)           |
| Lion City Sailors  | 1:4 | Urawa Red Diamonds \| Buriram Stadium (in Buri Ram)      |
| 18. April 2022     |     |                                                          |
| Daegu FC           | 0:3 | Lion City Sailors \| Khao Kradong Stadium (in Buri Ram)  |
| Urawa Red Diamonds | 5:0 | Shandong Taishan \| Buriram Stadium (in Buri Ram)        |
| 21. April 2022     |     |                                                          |
| Shandong Taishan   | 0:0 | Lion City Sailors \| Khao Kradong Stadium (in Buri Ram)  |
| Daegu FC           | 1:0 | Urawa Red Diamonds \| Buriram Stadium (in Buri Ram)      |
| 24. April 2022     |     |                                                          |
| Urawa Red Diamonds | 0:0 | Daegu FC \| Khao Kradong Stadium (in Buri Ram)           |
| Lion City Sailors  | 3:2 | Shandong Taishan \| Buriram Stadium (in Buri Ram)        |
| 27. April 2022     |     |                                                          |
| Urawa Red Diamonds | 6:0 | Lion City Sailors \| Khao Kradong Stadium (in Buri Ram)  |
| Daegu FC           | 4:0 | Shandong Taishan \| Buriram Stadium (in Buri Ram)        |
| 30. April 2022     |     |                                                          |
| Shandong Taishan   | 0:5 | Urawa Red Diamonds \| Khao Kradong Stadium (in Buri Ram) |
| Lion City Sailors  | 1:2 | Daegu FC \| Buriram Stadium (in Buri Ram)                |

### Gruppe G
| Pl. | Verein              | Sp. | S | U | N | Tore    | Diff. | Punkte |
| --- | ------------------- | --- | - | - | - | ------- | ----- | ------ |
| 1.  | BG Pathum United FC | 6   | 3 | 3 | 0 | 011:200 | +9    | 12     |
| 2.  | Melbourne City FC   | 6   | 3 | 3 | 0 | 010:300 | +7    | 12     |
| 3.  | Jeonnam Dragons     | 6   | 2 | 2 | 2 | 005:500 | ±0    | 08     |
| 4.  | United City FC      | 6   | 0 | 0 | 6 | 001:170 | −16   | 0      |

| 15. April 2022      |     |                                                              |
| BG Pathum United FC | 1:1 | Melbourne City FC \| Pathum Thani Stadium (in Bueng Yitho)   |
| United City FC      | 0:1 | Jeonnam Dragons \| Pathum Thani Stadium (in Bueng Yitho)     |
| 18. April 2022      |     |                                                              |
| Jeonnam Dragons     | 0:2 | BG Pathum United FC \| Pathum Thani Stadium (in Bueng Yitho) |
| Melbourne City FC   | 3:0 | United City FC \| Pathum Thani Stadium (in Bueng Yitho)      |
| 21. April 2022      |     |                                                              |
| BG Pathum United FC | 5:0 | United City FC \| Pathum Thani Stadium (in Bueng Yitho)      |
| Melbourne City FC   | 2:1 | Jeonnam Dragons \| Pathum Thani Stadium (in Bueng Yitho)     |
| 24. April 2022      |     |                                                              |
| Jeonnam Dragons     | 1:1 | Melbourne City FC \| Pathum Thani Stadium (in Bueng Yitho)   |
| United City FC      | 1:3 | BG Pathum United FC \| Pathum Thani Stadium (in Bueng Yitho) |
| 27. April 2022      |     |                                                              |
| Melbourne City FC   | 0:0 | BG Pathum United FC \| Pathum Thani Stadium (in Bueng Yitho) |
| Jeonnam Dragons     | 2:0 | United City FC \| Pathum Thani Stadium (in Bueng Yitho)      |
| 30. April 2022      |     |                                                              |
| BG Pathum United FC | 0:0 | Jeonnam Dragons \| Pathum Thani Stadium (in Bueng Yitho)     |
| United City FC      | 0:3 | Melbourne City FC \| Pathum Thani Stadium (in Bueng Yitho)   |

### Gruppe H
| Pl. | Verein                 | Sp. | S | U | N | Tore    | Diff. | Punkte |
| --- | ---------------------- | --- | - | - | - | ------- | ----- | ------ |
| 1.  | Yokohama F. Marinos    | 6   | 4 | 1 | 1 | 009:300 | +6    | 13     |
| 2.  | Jeonbuk Hyundai Motors | 6   | 3 | 3 | 0 | 007:400 | +3    | 12     |
| 3.  | Hoàng Anh Gia Lai      | 6   | 1 | 2 | 3 | 004:700 | −3    | 05     |
| 4.  | Sydney FC              | 6   | 0 | 2 | 4 | 003:900 | −6    | 02     |

| 16. April 2022         |     |                                                                     |
| Hoàng Anh Gia Lai      | 1:2 | Yokohama F. Marinos \| Thống Nhất Stadium (in Ho-Chi-Minh-Stadt)    |
| Jeonbuk Hyundai Motors | 0:0 | Sydney FC \| Thống Nhất Stadium (in Ho-Chi-Minh-Stadt)              |
| 19. April 2022         |     |                                                                     |
| Sydney FC              | 1:1 | Hoàng Anh Gia Lai \| Thống Nhất Stadium (in Ho-Chi-Minh-Stadt)      |
| Yokohama F. Marinos    | 0:1 | Jeonbuk Hyundai Motors \| Thống Nhất Stadium (in Ho-Chi-Minh-Stadt) |
| 22. April 2022         |     |                                                                     |
| Jeonbuk Hyundai Motors | 1:0 | Hoàng Anh Gia Lai \| Thống Nhất Stadium (in Ho-Chi-Minh-Stadt)      |
| Sydney FC              | 0:1 | Yokohama F. Marinos \| Thống Nhất Stadium (in Ho-Chi-Minh-Stadt)    |
| 25. April 2022         |     |                                                                     |
| Yokohama F. Marinos    | 3:0 | Sydney FC \| Thống Nhất Stadium (in Ho-Chi-Minh-Stadt)              |
| Hoàng Anh Gia Lai      | 1:1 | Jeonbuk Hyundai Motors \| Thống Nhất Stadium (in Ho-Chi-Minh-Stadt) |
| 28. April 2022         |     |                                                                     |
| Yokohama F. Marinos    | 2:0 | Hoàng Anh Gia Lai \| Thống Nhất Stadium (in Ho-Chi-Minh-Stadt)      |
| Sydney FC              | 2:3 | Jeonbuk Hyundai Motors \| Thống Nhất Stadium (in Ho-Chi-Minh-Stadt) |
| 1. Mai 2022            |     |                                                                     |
| Hoàng Anh Gia Lai      | 1:0 | Sydney FC \| Thống Nhất Stadium (in Ho-Chi-Minh-Stadt)              |
| Jeonbuk Hyundai Motors | 1:1 | Yokohama F. Marinos \| Thống Nhất Stadium (in Ho-Chi-Minh-Stadt)    |

### Gruppe I
| Pl. | Verein                | Sp. | S | U | N | Tore    | Diff. | Punkte |
| --- | --------------------- | --- | - | - | - | ------- | ----- | ------ |
| 1.  | Johor Darul Ta’zim FC | 6   | 4 | 1 | 1 | 011:700 | +4    | 13     |
| 2.  | Kawasaki Frontale     | 6   | 3 | 2 | 1 | 017:400 | +13   | 11     |
| 3.  | Ulsan Hyundai         | 6   | 3 | 1 | 2 | 014:700 | +7    | 10     |
| 4.  | Guangzhou FC          | 6   | 0 | 0 | 6 | 000:240 | −24   | 0      |

| 15. April 2022        |     |                                                                      |
| Kawasaki Frontale     | 1:1 | Ulsan Hyundai \| Larkin Stadium (in Johor Bahru)                     |
| Johor Darul Ta’zim FC | 5:0 | Guangzhou FC \| Sultan Ibrahim Stadium (in Iskandar Puteri)          |
| 18. April 2022        |     |                                                                      |
| Guangzhou FC          | 0:8 | Kawasaki Frontale \| Larkin Stadium (in Johor Bahru)                 |
| Ulsan Hyundai         | 1:2 | Johor Darul Ta’zim FC \| Sultan Ibrahim Stadium (in Iskandar Puteri) |
| 21. April 2022        |     |                                                                      |
| Ulsan Hyundai         | 3:0 | Guangzhou FC \| Larkin Stadium (in Johor Bahru)                      |
| Kawasaki Frontale     | 0:0 | Johor Darul Ta’zim FC \| Sultan Ibrahim Stadium (in Iskandar Puteri) |
| 24. April 2022        |     |                                                                      |
| Guangzhou FC          | 0:5 | Ulsan Hyundai \| Larkin Stadium (in Johor Bahru)                     |
| Johor Darul Ta’zim FC | 0:5 | Kawasaki Frontale \| Sultan Ibrahim Stadium (in Iskandar Puteri)     |
| 27. April 2022        |     |                                                                      |
| Ulsan Hyundai         | 3:2 | Kawasaki Frontale \| Larkin Stadium (in Johor Bahru)                 |
| Guangzhou FC          | 0:2 | Johor Darul Ta’zim FC \| Sultan Ibrahim Stadium (in Iskandar Puteri) |
| 30. April 2022        |     |                                                                      |
| Kawasaki Frontale     | 1:0 | Guangzhou FC \| Larkin Stadium (in Johor Bahru)                      |
| Johor Darul Ta’zim FC | 2:1 | Ulsan Hyundai \| Sultan Ibrahim Stadium (in Iskandar Puteri)         |

### Gruppe J
| Pl. | Verein             | Sp. | S | U | N | Tore    | Diff. | Punkte |
| --- | ------------------ | --- | - | - | - | ------- | ----- | ------ |
| 1.  | Vissel Kōbe        | 4   | 2 | 2 | 0 | 010:300 | +7    | 08     |
| 2.  | Kitchee SC         | 4   | 2 | 1 | 1 | 007:600 | +1    | 07     |
| 3.  | Chiangrai United   | 4   | 0 | 1 | 3 | 002:100 | −8    | 01     |
| 4.  | Shanghai Port FC 1 | 0   | 0 | 0 | 0 | 000:000 | ±0    | 0      |

| 16. April 2022   |     |                                                        |
| Kitchee SC       | 1:0 | Chiangrai United \| Khao Kradong Stadium (in Buri Ram) |
| 19. April 2022   |     |                                                        |
| Vissel Kōbe      | 2:1 | Kitchee SC \| Khao Kradong Stadium (in Buri Ram)       |
| 22. April 2022   |     |                                                        |
| Vissel Kōbe      | 6:0 | Chiangrai United \| Buriram Stadium (in Buri Ram)      |
| 25. April 2022   |     |                                                        |
| Chiangrai United | 0:0 | Vissel Kōbe \| Buriram Stadium (in Buri Ram)           |
| 28. April 2022   |     |                                                        |
| Chiangrai United | 2:3 | Kitchee SC \| Buriram Stadium (in Buri Ram)            |
| 1. Mai 2022      |     |                                                        |
| Kitchee SC       | 2:2 | Vissel Kōbe \| Buriram Stadium (in Buri Ram)           |

Anmerkung

### Tabellen der Gruppenzweiten
Neben den zehn Gruppensiegern qualifizierten sich auch die jeweils drei besten Gruppenzweiten der West- und der Ostregion für die Finalrunde. Da die Gruppe J nur aus drei Mannschaften bestand, wurden in den Gruppen F bis I die Spiele gegen den Gruppenletzten nicht berücksichtigt. Bei Punktgleichheit zweier oder aller Mannschaften wurde die Platzierung durch folgende Kriterien ermittelt:
1. Tordifferenz aus allen Gruppenspielen
2. Anzahl Tore in allen Gruppenspielen
3. Niedrigere Anzahl Punkte durch Gelbe und Rote Karten (Gelbe Karte 1 Punkt, Gelb-Rote und Rote Karte 3 Punkte, Gelbe Karte auf die eine direkte Rote Karte folgt 4 Punkte)
4. Losziehung

Westregion
| Pl. | Verein                    | Sp. | S | U | N | Tore    | Diff. | Punkte | Gruppe |
| --- | ------------------------- | --- | - | - | - | ------- | ----- | ------ | ------ |
| 1.  | al-Rayyan SC              | 6   | 4 | 1 | 1 | 010:700 | +3    | 13     | A      |
| 2.  | Shabab al-Ahli Dubai Club | 6   | 2 | 4 | 0 | 014:700 | +7    | 10     | C      |
| 3.  | Nasaf Karschi             | 6   | 2 | 3 | 1 | 008:500 | +3    | 09     | E      |
| 4.  | al-Taawoun                | 6   | 2 | 1 | 3 | 013:120 | +1    | 07     | D      |
| 5.  | Mumbai City FC            | 6   | 2 | 1 | 3 | 003:110 | −8    | 07     | B      |

Ostregion
| Pl. | Verein                 | Sp. | S | U | N | Tore    | Diff. | Punkte | Gruppe |
| --- | ---------------------- | --- | - | - | - | ------- | ----- | ------ | ------ |
| 1.  | Jeonbuk Hyundai Motors | 4   | 2 | 2 | 0 | 003:100 | +2    | 08     | H      |
| 2.  | Urawa Red Diamonds     | 4   | 2 | 1 | 1 | 010:200 | +8    | 07     | F      |
| 3.  | Kitchee SC             | 4   | 2 | 1 | 1 | 007:600 | +1    | 07     | J      |
| 4.  | Melbourne City FC      | 4   | 1 | 3 | 0 | 004:300 | +1    | 06     | G      |
| 5.  | Kawasaki Frontale      | 4   | 1 | 2 | 1 | 008:400 | +4    | 05     | I      |

## Finalrunde
Die bereits seit den Qualifikationsrunden bestehende Aufteilung in die West- und Ostregion wurde in der Finalrunde bis zum Finale fortgeführt. Aufgrund der Corona-Pandemie wurden die ersten drei Runden der Finalrunde jeweils in einem Spiel ausgetragen. Die Spiele der Westregion fanden im al-Janoub-Stadion in al-Wakra sowie im al-Thumama-Stadion in Doha und die der Ostregion im Saitama Stadium 2002 in Saitama statt.

### Achtelfinale
Die Spielpaarungen für das Achtelfinale wurden schon bei der Auslosung der Gruppenphase im Januar 2022 blind festgelegt. So konnte es dazu kommen, dass Mannschaften desselben Landesverbandes gegeneinander spielen mussten. Die genauen Paarungen hingen davon ab, aus welchen Gruppen sich die Zweiten qualifizierten. Die Spiele der Ostregion fanden am 18. und 19. August 2022 und die der Westregion am 19. und 20. Februar 2023 statt.
|                       | Ergebnis              |                           | Region |
| --------------------- | --------------------- | ------------------------- | ------ |
| al-Hilal              | 3:1                   | Shabab al-Ahli Dubai Club | West   |
| al-Shabab             | 2:0                   | Nasaf Karschi             | West   |
| al-Duhail SC          | 1:1 n. V. (7:6 i. E.) | al-Rayyan SC              | West   |
| al-Faisaly FC         | 0:1                   | Foolad FC                 | West   |
| Daegu FC              | 1:2 n. V.             | Jeonbuk Hyundai Motors    | Ost    |
| BG Pathum United FC   | 4:0                   | Kitchee SC                | Ost    |
| Johor Darul Ta’zim FC | 0:5                   | Urawa Red Diamonds        | Ost    |
| Vissel Kōbe           | 3:2                   | Yokohama F. Marinos       | Ost    |

### Viertelfinale
Die Spielpaarungen für das Viertelfinale der Ostregion wurden am 20. August 2022 und die der Westregion am 21. Februar 2023 ausgelost. Die Spiele der Ostregion fanden am 22. August 2022 und die der Westregion am 23. Februar 2023 statt.
|                    | Ergebnis  |                        | Region |
| ------------------ | --------- | ---------------------- | ------ |
| al-Duhail SC       | 2:1       | al-Shabab              | West   |
| Foolad FC          | 0:1       | al-Hilal               | West   |
| Vissel Kōbe        | 1:3 n. V. | Jeonbuk Hyundai Motors | Ost    |
| Urawa Red Diamonds | 4:0       | BG Pathum United FC    | Ost    |

### Halbfinale
Im Halbfinale spielen die zwei Mannschaften der Westregion und die zwei der Ostregion jeweils gegeneinander. Das Spiel der Ostregion fand am 25. August 2022 und das der Westregion am 26. Februar 2023 statt.
|                        | Ergebnis              |                    | Region |
| ---------------------- | --------------------- | ------------------ | ------ |
| al-Duhail SC           | 0:7                   | al-Hilal           | West   |
| Jeonbuk Hyundai Motors | 2:2 n. V. (1:3 i. E.) | Urawa Red Diamonds | Ost    |

### Finale

#### Hinspiel
| al-Hilal                                    | al-Hilal | Urawa Red Diamonds | Urawa Red Diamonds |
| ------------------------------------------- | --- | --- | ------------------ |
| al-Hilal                                    | \| 29. April 2023 in Riad (König-Fahd-Stadion) \| \| Ergebnis: 1:1 (1:0) \| \| Zuschauer: 50.881 \| \| Schiedsrichter: Ahmed al-Kaf ( Oman) \| \| Spielbericht \|                                                                                                 | \| 29. April 2023 in Riad (König-Fahd-Stadion) \| \| Ergebnis: 1:1 (1:0) \| \| Zuschauer: 50.881 \| \| Schiedsrichter: Ahmed al-Kaf ( Oman) \| \| Spielbericht \| | Urawa Red Diamonds |
| al-Hilal                                    | Abdullah al-Mayouf – Saud Abdulhamid, Jang Hyun-soo, Ali al-Bulaihi, Mohammed al-Breik (83. Hamad al-Yami) – Mohamed Kanno (75. Abdullah Otayf), Salman al-Faraj , Salem al-Dawsari – Moussa Marega, Odion Ighalo, Michael Cheftrainer: Ramón Díaz ( Argentinien) | Shūsaku Nishikawa – Hiroki Sakai (81. Takuya Ogiwara), Alexander Scholz, Marius Høibråten, Takahiro Akimoto – Atsuki Itō (85. Kai Shibato), Ken Iwao, Tomoaki Ōkubo (81. Jumpei Hayakawa), Yoshio Koizumi (67. Kaito Yasui), Takahiro Sekine – Shinzō Kōroki (67. José Kanté) Cheftrainer: Maciej Skorża ( Polen) | Urawa Red Diamonds |
| al-Hilal                                    | 1:0 al-Dawsari (13.) | 1:1 Kōroki (53.) | Urawa Red Diamonds |
| al-Hilal                                    | Ito (85.), Iwao (86.) | | Urawa Red Diamonds |
| al-Hilal                                    | al-Dawsari (86.) | | Urawa Red Diamonds |
| 29. April 2023 in Riad (König-Fahd-Stadion) | | |                    |
| Ergebnis: 1:1 (1:0)                         | | |                    |
| Zuschauer: 50.881                           | | |                    |
| Schiedsrichter: Ahmed al-Kaf ( Oman)        | | |                    |
| Spielbericht                                | | |                    |

#### Rückspiel
| Urawa Red Diamonds                            | Urawa Red Diamonds | al-Hilal | al-Hilal |
| --------------------------------------------- | --- | --- | -------- |
| Urawa Red Diamonds                            | \| 6. Mai 2023 in Saitama (Saitama Stadium 2002) \| \| Ergebnis: 1:0 (0:0) \| \| Zuschauer: 53.374 \| \| Schiedsrichter: Ma Ning ( China) \| \| Spielbericht \| | \| 6. Mai 2023 in Saitama (Saitama Stadium 2002) \| \| Ergebnis: 1:0 (0:0) \| \| Zuschauer: 53.374 \| \| Schiedsrichter: Ma Ning ( China) \| \| Spielbericht \| | al-Hilal |
| Urawa Red Diamonds                            | Shūsaku Nishikawa – Hiroki Sakai , Alexander Scholz, Marius Høibråten, Takahiro Akimoto – Atsuki Itō (86. Kai Shibato), Ken Iwao, Tomoaki Ōkubo, Yoshio Koizumi (72. Kaito Yasui), Takahiro Sekine (86. Takuya Ogiwara) – Shinzō Kōroki (72. José Kanté) Cheftrainer: Maciej Skorża ( Polen) | Abdullah al-Mayouf – Saud Abdulhamid, Jang Hyun-soo, Ali al-Bulaihi, Mohammed al-Breik (80. Hamad al-Yami) – André Carrillo, Abdullah Otayf (68. Nasser al-Dawsari), Mohamed Kanno (87. Musab al-Juwayr) – Michael, Odion Ighalo, Abdullah al-Hamdan (68. Saleh al-Shehri) Cheftrainer: Ramón Díaz ( Argentinien) | al-Hilal |
| Urawa Red Diamonds                            | 1:0 Carrillo (48., Eigentor) | | al-Hilal |
| Urawa Red Diamonds                            | Okubo (36.) | al-Bulaihi (88.) | al-Hilal |
| 6. Mai 2023 in Saitama (Saitama Stadium 2002) | | |          |
| Ergebnis: 1:0 (0:0)                           | | |          |
| Zuschauer: 53.374                             | | |          |
| Schiedsrichter: Ma Ning ( China)              | | |          |
| Spielbericht                                  | | |          |

## Torschützenliste
Nachfolgend sind die besten Torschützen der Champions-League-Saison (ohne Qualifikation) aufgeführt. Bei gleicher Anzahl von Treffern sind die Spieler alphabetisch sortiert.
| Rang | Nat            | Spieler               | Verein                    | Tore |
| ---- | -------------- | --------------------- | ------------------------- | ---- |
| 01   | Belgien        | Edmílson Junior       | al-Duhail SC              | 8    |
| 02   | Nigeria        | Odion Ighalo          | al-Hilal                  | 7    |
|      | Brasilien      | Zeca                  | Daegu FC                  | 7    |
| 04   | Brasilien      | Bérgson               | Johor Darul Ta’zim FC     | 6    |
|      | Japan          | Yūsuke Matsuo         | Urawa Red Diamonds        | 6    |
|      | Kenia          | Michael Olunga        | al-Duhail SC              | 6    |
| 07   | Brasilien      | Carlos                | al-Shabab                 | 5    |
|      | Argentinien    | Federico Cartabia     | Shabab al-Ahli Dubai Club | 5    |
|      | Schweden       | David Moberg Karlsson | Urawa Red Diamonds        | 5    |
| 10   | Turkmenistan   | Arslanmyrat Amanow    | Ahal FK                   | 4    |
|      | Elfenbeinküste | Yohan Boli            | al-Rayyan SC              | 4    |
|      | Danemark       | Kasper Junker         | Urawa Red Diamonds        | 4    |
|      | Japan          | Yū Kobayashi          | Kawasaki Frontale         | 4    |

## Eingesetzte Spieler von Urawa Red Diamonds
| Urawa Red Diamonds | - Tor: Shūsaku Nishikawa (7/-); Zion Suzuki (4/-); Ayumi Niekawa (1/-) - Abwehr: Alexander Scholz (10/2); Takuya Iwanami (8/1); Hiroki Sakai (8/-); Kazuaki Mawatari (6/1); Ayumu Ōhata (6/-); Yūta Miyamoto (3/-); Tetsuya Chinen (2/2); Marius Høibråten (2/-); Takuya Ogiwara (2/-); Kōta Kudō (1/-) - Mittelfeld: Takahiro Akimoto (11/2); Takahiro Sekine (11/-); Yūsuke Matsuo (9/6); Yoshio Koizumi (9/2); Atsuki Itō (9/-); Ken Iwao (9/-); Tomoaki Ōkubo (8/-); Kai Shibato (8/-); Ataru Esaka (7/1); Kaito Yasui (6/2); Kai Matsuzaki (3/-); Yūichi Hirano (2/-); Jumpei Hayakawa (1/-) - Sturm: David Moberg Karlsson (7/5); Kasper Junker (6/4); Alex Schalk (3/3); Shinzō Kōroki (2/1); José Kanté (2/-); Rei Kihara (1/-) - Trainer: Ricardo Rodríguez (Gruppenphase bis Halbfinale); Maciej Skorża (Finale) |

## Schiedsrichter
Die 130 Spiele wurden von 56 verschiedenen Schiedsrichtern aus 22 Ländern geleitet. Jeweils fünf Schiedsrichter stammten aus dem Iran, Japan, Katar und Südkorea, vier aus den Vereinigten Arabischen Emiraten, je drei aus dem Irak, dem Oman und Saudi-Arabien sowie je zwei aus Australien, Bahrain, China, Jordanien, Malaysia, Sri Lanka, Syrien, Thailand und Usbekistan.
Für das Finale waren der Omaner Ahmed al-Kaf (Hinspiel) und der Chinese Ma Ning (Rückspiel) verantwortlich.
| Schiedsrichter                    | Land               | Geboren       | Spiele |     |   |    |
| --------------------------------- | ------------------ | ------------- | ------ | --- | - | -- |
| Saoud Ali al-Adba                 | Katar              | 27. Juli 1986 | 002    | 003 | 1 | 0  |
| Hassan Akrami                     | Iran               | 6. Sep. 1984  | 002    | 009 | 0 | 0  |
| Ahmad al-Ali                      | Kuwait             | 1. Jan. 1984  | 002    | 006 | 0 | 0  |
| Ahmed al-Ali                      | Jordanien          | 27. Juli 1987 | 002    | 007 | 0 | 0  |
| Omar al-Ali                       | Ver. Arab. Emirate | 16. Feb. 1988 | 002    | 004 | 0 | 01 |
| Yūsuke Araki                      | Japan              | 2. Mai 1986   | 002    | 011 | 0 | 0  |
| Rowan Arumughan                   | Indien             | 7. Sep. 1979  | 001    | 003 | 0 | 0  |
| Aziz Asimov                       | Usbekistan         | 14. Okt. 1981 | 002    | 012 | 1 | 0  |
| Chris Beath                       | Australien         | 17. Nov. 1984 | 001    | 004 | 0 | 0  |
| Mooud Bonyadifard                 | Iran               | 8. Sep. 1985  | 003    | 013 | 0 | 0  |
| Shaun Evans                       | Australien         | 21. Okt. 1987 | 002    | 007 | 0 | 0  |
| Alireza Faghani                   | Iran               | 21. Mär. 1978 | 004    | 018 | 0 | 0  |
| Salman Falahi                     | Katar              | 5. Feb. 1990  | 002    | 005 | 0 | 0  |
| Fu Ming                           | China              | 5. Jan. 1983  | 004    | 009 | 0 | 0  |
| Sadullo Gulmurodi                 | Tadschikistan      | 2. Dez. 1990  | 001    | 001 | 0 | 0  |
| Qasim al-Hatmi                    | Oman               | 11. Dez. 1990 | 002    | 007 | 1 | 0  |
| Hanna Hattab                      | Syrien             | 22. Mär. 1989 | 004    | 010 | 1 | 01 |
| Bijan Heidari                     | Iran               | 21. Juli 1980 | 001    | 003 | 0 | 0  |
| Payam Heidari                     | Iran               | 15. Feb. 1987 | 002    | 008 | 0 | 0  |
| Mohammed al-Hoish                 | Saudi-Arabien      | 30. Nov. 1986 | 004    | 007 | 0 | 01 |
| Shukri al-Hunfush                 | Saudi-Arabien      | 7. Mai 1985   | 001    | 002 | 0 | 0  |
| Jumpei Iida                       | Japan              | 14. Aug. 1981 | 003    | 016 | 0 | 0  |
| Abdulrahman al-Jassim             | Katar              | 14. Okt. 1987 | 003    | 012 | 0 | 0  |
| Ammar al-Jeneibi                  | Ver. Arab. Emirate | 10. Mai 1982  | 002    | 006 | 0 | 0  |
| Ahmed al-Kaf                      | Oman               | 6. Mär. 1983  | 006    | 016 | 0 | 01 |
| Kim Dae-yong                      | Südkorea           | 12. Juni 1981 | 002    | 009 | 0 | 0  |
| Kim Hee-gon                       | Südkorea           | 4. Nov. 1985  | 002    | 006 | 0 | 0  |
| Kim Jong-hyeok                    | Südkorea           | 31. Mär. 1983 | 002    | 006 | 0 | 0  |
| Kim Woo-sung                      | Südkorea           | 28. Mai 1987  | 001    | 007 | 0 | 0  |
| Hiroyuki Kimura                   | Japan              | 30. Jan. 1982 | 004    | 016 | 0 | 01 |
| Ko Hyung-jin                      | Südkorea           | 20. Juni 1982 | 004    | 012 | 0 | 0  |
| Ma Ning                           | China              | 14. Juni 1979 | 005    | 019 | 0 | 01 |
| Ammar Mahfoodh                    | Bahrain            | 7. Aug. 1986  | 002    | 005 | 0 | 0  |
| Adham Makhadmeh                   | Jordanien          | 13. Feb. 1987 | 006    | 018 | 0 | 0  |
| Abdulla al-Marri                  | Katar              | 1. Jan. 1992  | 002    | 003 | 0 | 0  |
| Khamis al-Marri                   | Katar              | 6. Juli 1984  | 002    | 000 | 0 | 0  |
| Mohammed Abdullah Hassan Mohammed | Ver. Arab. Emirate | 2. Dez. 1978  | 003    | 007 | 1 | 0  |
| Zaid Thamer Mohammed              | Irak               | 4. Jan. 1990  | 001    | 003 | 0 | 0  |
| Adel al-Naqbi                     | Ver. Arab. Emirate | 10. Jan. 1982 | 001    | 002 | 0 | 0  |
| Nazmi Nasaruddin                  | Malaysia           | 26. Feb. 1990 | 002    | 011 | 0 | 01 |
| Gamini Nivon                      | Sri Lanka          | 24. Juli 1984 | 001    | 001 | 0 | 0  |
| Mongkolchai Pechsri               | Thailand           | 7. Mai 1981   | 002    | 005 | 0 | 01 |
| Hettikamkanamge Perera            | Sri Lanka          | 19. Sep. 1978 | 003    | 011 | 0 | 0  |
| Sivakorn Pu-udom                  | Thailand           | 26. Nov. 1987 | 002    | 010 | 0 | 0  |
| Ali Reda                          | Libanon            | 30. Juni 1979 | 001    | 007 | 1 | 0  |
| Ali Sabah                         | Irak               | 1. Jan. 1977  | 001    | 006 | 1 | 0  |
| Mohanad Qasim Sarray              | Irak               | 22. Mai 1980  | 004    | 017 | 0 | 0  |
| Ryūji Satō                        | Japan              | 16. Apr. 1977 | 002    | 014 | 0 | 02 |
| Nawaf Shukralla                   | Bahrain            | 13. Okt. 1976 | 002    | 008 | 0 | 0  |
| Ilgiz Tantashev                   | Usbekistan         | 5. Apr. 1984  | 003    | 008 | 0 | 0  |
| Muhammad Taqi                     | Singapur           | 25. Okt. 1986 | 001    | 002 | 0 | 0  |
| Masoud Tufaylieh                  | Syrien             | 5. Aug. 1977  | 001    | 001 | 0 | 0  |
| Khalid al-Turais                  | Saudi-Arabien      | 30. Apr. 1987 | 002    | 008 | 0 | 0  |
| Mohd Amirul Izwan Yaacob          | Malaysia           | 25. Apr. 1986 | 003    | 013 | 2 | 0  |
| Yoshimi Yamashita                 | Japan              | 20. Feb. 1986 | 001    | 003 | 0 | 0  |
| Omar al-Yaqoubi                   | Oman               | 3. Juli 1987  | 002    | 002 | 0 | 0  |
| Gesamt                            | Gesamt             | Gesamt        | 130    | 439 | 9 | 10 |